# Iulia Efimova
Iulia Efimova (n. 3 aprilie 1992, Groznîi, Republica Autonomă Sovietică Socialistă Ceceno-Ingușă, Rusia) este o înotătoare rusă, medaliată olimpică. A participat la 4 ediții ale Jocurilor Olimpice (2008, 2012, 2016, 2020) în care a câștigat o medalie de argint și o medalie de bronz.